# ONE 157
ONE 157: Petchmorakot vs. Vienot fue un evento de deportes de combate producido por ONE Championship llevado a cabo el 20 de mayo de 2022, en el Singapore Indoor Stadium en Kallang, Singapur.

## Historia
Una pelea por el Campeonato Mundial de Muay Thai de Peso Pluma de ONE entre el actual campeón Petchmorakot Petchyindee y Jimmy Vienot encabezó el evento.
Una pelea por el Campeonato Mundial de Muay Thai de Peso Paja de ONE entre el campeón Prajanchai P.K.Saenchai y el retador titular Joseph Lasiri estaba programada para ONE: Lights Out pero fue pospuesta luego de que Lasiri se lesionara durante el entrenamiento. Ambos fueron reprogramados para enfrentarse en este evento.
Los cuartos de final del Grand Prix de Muay Thai de Peso Mosca de ONE fue llevado a cabo durante el evento.
Dos combates de submission grappling de peso ligero fueron anunciados para el evento: entre el retador al título de peso pluma Garry Tonon y Tye Ruotolo, además del dos veces Campeón Mundial de Peso Ligero de ONE Shinya Aoki enfrentando a Kade Ruotolo.
Una pelea de Kickboxing de Peso Pesado entre Rade Opačić y Guto Inocente estaba programada para el evento. Sin embargo, la pelea fue trasladada a ONE 158 cuando Inocente dio positivo por COVID-19.
Una pelea de peso pesado entre Marcus Almeida y Oumar Kane fue programada para ONE 156. Sin embargo, la pelea fue trasladada a este evento cuando Oumar Kane se lesionó y fue reemplazado por Hugo Cunha. Sin embargo, Cunha dio positivo por COVID-19 antes del evento y fue reemplazado por Jasur Mirzamukhamedov. Mirzamukhamedov dio positivo por COVID-19 luego de viajar a Singapur. Buchecha fue finalmente reprogramado para pelear en ONE 158.
Jonathan Haggerty estaba programado para enfrentar a Walter Goncalves en los cuartos de final del Grand Prix de Muay Thai de Peso Mosca de ONE. Sin embargo, Haggerty fue forzado a retirarse de la pelea en el último minuto debido a problemas de salud y fue reemplazado por Josue Cruz, quien estaba programado para competir en la pelea alternativa del Grand Prix contra Panpayak Jitmuangnon en la misma cartelera.

## Resultados
1. ↑  Por el Campeonato Mundial de Muay Thai de Peso Pluma de ONE.
2. ↑  Por el Campeonato Mundial de Muay Thai de Peso Paja de ONE.
3. ↑  Cuarto de Final del Grand Prix de Muay Thai de Peso Mosca de ONE.

## Bonificaciones
Los siguientes peleadores recibieron bonos de $50.000.
- Actuación de la Noche: Petchmorakot Petchyindee, Joseph Lasiri, Rodtang Jitmuangnon y Tye Ruotolo